# Слективізм
Слективізм (від англ. slacker — «лінтюх» та activism — «активність») — зазвичай використовується як принизливий термін, що відображає загальноприйнятні дії на підтримку соціальної ініціативи, які не мають практично ніякого значення, крім того, що дозволяють даній особі відчувати задоволення від того, що вона зробила внесок у спільну справу.
Такі дії вимагають мінімальних особистих зусиль з боку «слективіста». Основна ідея, яку передає даний термін, полягає в тому, що такі мало відчутні зусилля заміняють собою більш значні дії, а не доповнюють їх, хоча таке припущення не було підтверджене результатами жодних досліджень.
Об'єднана програма Організації Об'єднаних Націй з ВІЛ/СНІД описує термін «слективіст» так: «люди, які підтримують ініціативу, незначними діями, не є насправді відданими тому, щоб спричинити зміни».

## Види

### Кліктивізм
Термін «кліктивізм» інколи використовується для позначення дій у соціальних медіа для організації протестів. Це дозволяє організаціям чисельно вимірювати свій успіх, відстежуючи кількість «кліків» на їх петиції або заклику до дії. Наприклад, Британська група UK Uncut використовує Twitter та інші вебсайти для організації протестів і заходів прямої дії проти компаній, звинувачених в ухилянні від податків. Цей вид діяльності відрізняється від слективізму тим, що лише заміняє традиційні способи протестної діяльності (телефон, пряма агітація, листівки та ін.) і насправді передбачає реальні протестні дії оффлайн. З іншого боку, кліктивізм також позначає форми онлайн слективізму, такі як підписання онлайн-петицій або підписання і відправка звернень до політиків та керівників корпорацій електронною поштою.
Критики кліктивізму стверджують, що цей новий феномен робить соціальні рухи подібними до рекламних кампаній, де звернення тестуються, вимірюються рейтинг кліків, і часто проводиться A/B тестування. Для підвищення показників звернення максимально спрощуються, щоб зробити «прохання простішими, а дії легшими.» Це, в свою чергу, знижує масштаб соціальної дії — учасники перетворюються на список електронних адрес, а не реально залучених людей.

### Благочинність
Слективізм у сфері благочинності може бути описаний як дії на підтримку ініціативи, що вимагають незначних зусиль від людини. Приклади онлайн слективізму в сфері благодійності включають: зміну статусу у Facebook, щоб підтримати певну ініціативу, вступ у групу благодійної організації у Facebook або «лайк» на сторінці ініціативи у Facebook, твіт або ре-твіт запиту благодійної організації про підтримку у Twitter-і, підписання інтернет петицій, а також пости і поширення відео на YouTube на підтримку ініціативи. Яскравим прикладом таких дій є кампанія Kony 2012, яка активно поширювалася в соціальних медіа у березні 2012 року.
Прикладами благочинного слективізму поза мережею Інтернет є брендовані браслети та аксесуари на підтримку певних ініціатив, такі як браслет Livestrong і продукти кампанії Product Red, а також різноманітні стікери і пожертви через смс.
Термін слективізм часто використовується, щоб описати реакцію світу на Землетрус на Гаїті 2010 року. Червоний Хрест спромігся зібрати 5 млн дол. за 2 дні через пожертви з допомогою текстових повідомлень. Соціальні мережі активно використовувалися для поширення інформації про стихійне лихо. Наступного дня після землетрусу канал CNN повідомив, що чотири перші теми у рейтингу Twitter були пов'язані ситуацією на Гаїті.

### Політика
Певні форми слективізму мають політичну мету, як от отримання підтримки у президентській кампанії, або підписання інтернет петиції, щоб вплину на дії уряду.
Сайт онлайн петицій Change.org повідомив, що був атакований китайськими хакерами і виведений з ладу у квітні 2011 року. За словами джерел в Change.org той факт, що хакери «мали потребу вивести з ладу вебсайт слугує підтвердженням зростаючого успіху Change.org і протидії одній конкретній петиції: Вимозі звільнити Ай Вейвея.» Ай Вейвей, видатний діяч у сфері захисту прав людини, якого китайська влада арештувала у квітні 2011 року, був звільнений з-під арешту 22 червня 2011 у Пекіні. Це вважається перемогою ресурсу Change.org, а саме їх онлайн кампанії та петиції з вимогою звільнення активіста.